# 兪啓威
兪 啓威（ゆ けいい）は、中華人民共和国の政治家。中国共産党初期の活動で用いた別名は黄敬。

## 生涯
1931年青島大学に入学し、物理学を専攻。翌1932年に共産党に入党し、学生生活を送りながら地下活動を行っていた。1933年には、同大学の図書館に勤務していた江青と知り合い、恋人となって同棲する。同年国民政府によって逮捕され死刑宣告を受けるが、蔣介石の信頼を得ていた国民政府高官の兪大維の尽力で釈放される。釈放後は北京で劉少奇の庇護のもと地下に潜り、1935年12月9日の抗日学生運動を指導。この頃アメリカ人ジャーナリストのエドガー・スノーやその妻ニム・ウェールズと知り合う。1937年に江青とともに歩いて中国共産党の本拠地延安まで渡った。江青はそこで毛沢東と出逢い結婚した。1949年天津市長、1950年代には北京で第一機械工業部部長を歴任。しかし、反右派闘争のさなかに毛から批判されるところとなり、収容先の軍病院で飛び降りるなど精神に異常をきたした。1958年死去。

## 家族
名家の出で、祖父は清末の官僚・教育者の兪明震。中華民国政府で長く国防部長を務めた兪大維は兪明震の弟の兪明頤の子、兪大維の母は曽国藩の子の曽紀鴻の娘の曽広珊、兪大維の子の兪揚和は蔣経国の娘の蔣孝章と結婚した。姉は中国での映画女優の草分けである兪珊。
妻の范瑾との間に三男二女をもうけた。1986年に息子の兪真三（本名兪強声）がアメリカに亡命し、世界を驚かせた。兪真三は兪啓威の没後康生の養子となり、公安部系統の職歴を重ね、亡命したときは国家安全部外事局長の職にあった。また、もう一人の息子の兪正声は元国防科工委副主任の張震寰の娘の張志凱と結婚し、上海市党委書記などを経て現在は党政治局常務委員。